# Heinz Auerswald
Heinz Auerswald est un avocat allemand né le 26 juillet 1908 à Berlin et mort à Düsseldorf le 5 décembre 1970. Il a joué un rôle dans l'histoire du ghetto de Varsovie.

## Biographie

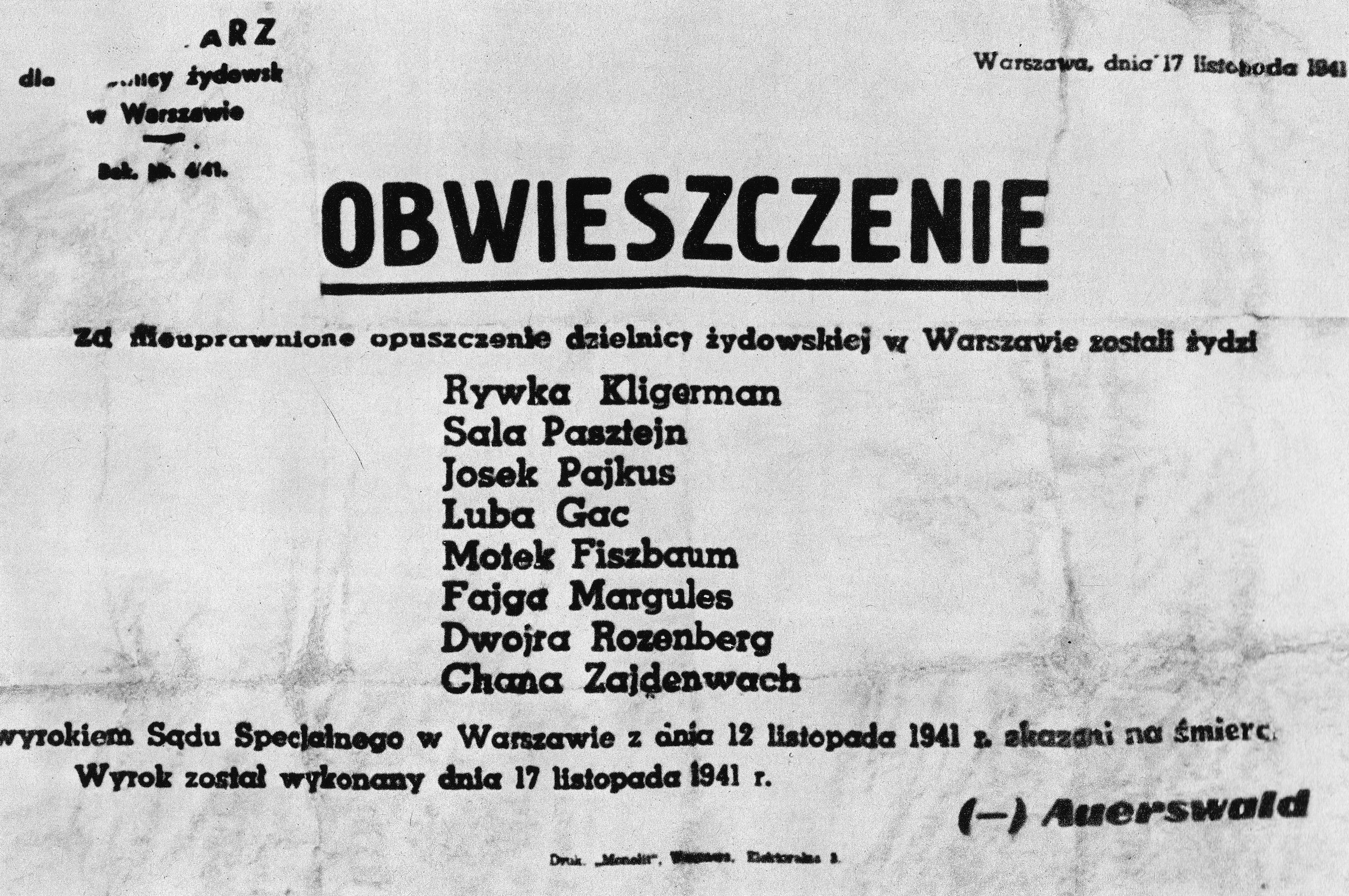
Placard signé d'Auerswald annonçant l'exécution de 8 juifs fugitifs le 17 novembre 1941.

Il est né 26 juillet 1908 à Berlin, où il a fait ses études primaires avant de travailler 3 ans chez Knorr-Bremse à partir de 1927. Il a ensuite fait des études de droit, obtenant un doctorat.
Il est devenu membre de la SS le 7 juin 1933 et du parti nazi en 1939. Il fut commissaire du ghetto de Varsovie (Kommissar für den jüdischen Wohnbezirk) de mai 1941 à novembre 1942. Il le visita en présence de Kurt Hoffmann et signa au moins un ordre d'exécution de juifs échappés du ghetto. La déportation des juifs vers le Camp d'extermination de Treblinka commença le 22 juillet 1942, alors qu'il était encore en poste.
Après la guerre il a travaillé comme avocat à Düsseldorf. Il a fait l'objet d'enquêtes en RFA dans les années 1960 mais il est mort avant d'être jugé.